# Josep Pons i Girbau
Josep Pons i Girbau (Blanes, 1889 - Reus, 1966), conegut també amb el sobrenom de Pepito Pons, fou un fotògraf, cineasta i escriptor. En la primera meitat del segle xx va realitzar milers de retrats destinats principalment a àlbums familiars. També va destacar en la fotografia artística, en els treballs fotogràfics meteorològics i en el cinema.
Va fer retrats de costums i escenes populars, amb caps de pescadors, mariners o rodamons, on emfatitzava els detalls de la seva fesomia. La seva tècnica es basava en buscar el perfil més psicològic de les persones a qui retratava, així com en l'ambientació dels personatges.
Va ser un dels pioners en l'art cinematogràfic a Catalunya. Va col·laborar amb les principals productores de l'època, com Barcinografo o Royal Films. L'any 1915 va rodar «La Costa Brava», el 1918 «Unión que Dios bendice», i el 1920 «Producció i Exportació d'Oli» i «El Expósito». Va realitzar una col·lecció de núvols com a fotògraf oficial del Servei Meteorològic de Catalunya de 1921 a 1939 i va fer un gran nombre de fotografies del cel català pel Centre d'Estudis dels Núvols impulsat pel mecenes Rafel Patxot i Jubert. Va generar un fons fotogràfic de núvols per a la predicció meteorològica de l'època que es va difondre a través de publicacions com l'«Atles elemental de núvols», de 1925, d'Eduard Fontserè, o l'«Atles internacional de núvols i dels estats del cel», de l'Associació Internacional de Meteorologia, de 1935.